# SWAPO
Die SWAPO Party of Namibia (SWAPO; ehemals South-West Africa People’s Organisation), zu Deutsch Südwestafrikanische Volksorganisation ist eine politische Partei in Namibia. Sie stellt seit der Unabhängigkeit des Landes 1990 auf der Basis von deutlichen Wahlsiegen die Regierungen des Landes. Davor war die SWAPO eine marxistisch orientierte Befreiungsbewegung.
Die SWAPO führte mit ihrem militärischen Arm, der People’s Liberation Army of Namibia (PLAN), unter anderem auch bewaffnete Kämpfe zunächst von Sambia, später von Angola gegen die Besatzungsmacht Südafrika, den Namibischen Befreiungskampf.
Wahlspruch ist SWAPO United, SWAPO Victorious, Now hard work (SWAPO vereinigt, SWAPO siegreich, jetzt harte Arbeit).

## Geschichte
Gründungstag der Partei ist der 19. April 1960. Bekannte Gründungsmitglieder sind Andimba Toivo ya Toivo und Samuel Nujoma. Eine wichtige Vorläuferorganisation der SWAPO war die 1957 gegründete Ovamboland Volksorganisation (OPO), die zuvor aufgrund inhaltlicher Differenzen aus der SWANU ausgeschieden war.
Im Jahr 1961 wurde die Vorbereitung des bewaffneten Kampfes gegen die südafrikanische Apartheidbesatzungsmacht beschlossen, der am 18. Juli 1966 aufgenommen wurde. Am 26. August 1966 kam es zum ersten Zusammenstoß mit südafrikanischen Truppen.
Seit Anfang des Jahres 1978 ereigneten sich kleinere bewaffnete Konflikte in der Grenzzone zwischen Angola und Namibia. Dabei wurden u. a. Anlagen des Ruacana-Kraftwerks am Kunene stark zerstört. In der Folge unternahm Südafrika einen eintägigen militärischen Vorstoß zur Zerstörung von zwei großen SWAPO-Basislagern. Die Operation verlief unter dem Codenamen „Moscow and Vietnam“. Als die südafrikanische Armee am 4. Mai 1978 im Rahmen der Operation Reindeer einen Luftangriff mit Bombern und Luftlandeeinheiten auf das SWAPO-Hauptquartier bei der angolanischen Stadt Cassinga etwa 250 Kilometer nordwestlich von Ruacana unternahm, verloren etwa 600 Personen im SWAPO-Camp, darunter auch Frauen und Kinder, ihr Leben. Von südafrikanischen Militärangehörigen wurden Unterlagen des SWAPO-Kommandos sichergestellt.
Im Jahr 1982 kamen bei Kämpfen zwischen südafrikanischen Truppen und der SWAPO 1268 Kämpfer der Befreiungsbewegung und 77 südafrikanische Soldaten ums Leben. Der SWAPO-Präsident Sam Nujoma forderte Ende Mai 1983 den UN-Generalsekretär Pérez de Cuéllar auf, mit Südafrika und der SWAPO über eine Waffenruhe und eine Verwirklichung der UN-Resolution 435 zu verhandeln. Bei mehreren Militäroperationen (Protea, Daisy) der südafrikanischen Streitkräfte im Sommer 1983 drangen über 5000 Soldaten bis zu 250 Kilometer tief in den Süden Angolas vor und zerstörten Stützpunkte der SWAPO. Bis Mitte August 1983 wurden 418 SWAPO-Kämpfer und 24 südafrikanische Soldaten getötet. Südafrika kontrollierte vorübergehend die angolanischen Provinzen Cuando Cubango, Cunene und Moxico.

Regionale SWAPO-Vertretung in Grootfontein

Vom 7. November bis 11. November 1989 fanden die ersten freien Wahlen statt, in denen sich die SWAPO gegen die Demokratische Turnhallenallianz mit etwa 57 Prozent der Stimmen durchsetzte und daraufhin mit Sam Nujoma den Präsidenten stellte. Am 8. Dezember 1994 errang die SWAPO bei den Parlamentswahlen 53 von 72 Sitzen. Im Jahr 1999 trat Nujoma seine dritte Amtszeit als Präsident von Namibia an, nachdem er eine Veränderung der Verfassung initiierte, um sich eine dritte Amtszeit zu ermöglichen. 2004 folgte ihm Hifikepunye Pohamba auf den Posten des Staatspräsidenten, der als der von Nujoma selbstgewählte Kandidat gilt. Nujoma hielt jedoch weiterhin den Vorsitz der SWAPO bis 2007 inne. Anschließend wurde wie verabredet Hifikepunye Pohamba zum Parteipräsidenten gewählt und 2012 in dem Amt bestätigt. Pohamba trat am 18. April 2015 von allen politischen Ämtern zurück. Staatspräsident Hage Geingob übernahm kommissarisch die Parteigeschäfte und wurde am 26. November 2016 offiziell zum Parteipräsidenten gewählt. Mit seinem Tod am 4. Februar 2024 wurde die Position vakant und muss binnen 90 Tagen[veraltet] wieder gefüllt werden.

## Inhaltliches Profil
Politisch-ideologisch lässt sich die SWAPO als afrikanisch-nationalistisch einordnen. Seit ihrer Gründung hat sich die Partei drei verschiedene Grundsatzprogramme gegeben (1961, 1976, 1991). Im Wahlmanifest von 2004 mit dem Titel Aktionsprogramm für Frieden, Einheit und nachhaltige Entwicklung stehen vor allem die Betonung nationaler Einheit, Frieden sowie Versöhnung im Vordergrund. Weitere Themen umfassen den Ausbau Gerechtigkeit innerhalb der Gesellschaft sowie die Schaffung einer dynamischen Wirtschaft. Im sozialen Bereich liegt der Schwerpunkt unter anderem auf den Themen Landreform, Gleichstellung der Geschlechter, der Verbesserung des Bildungswesens, dem Ausbau des Gesundheitsservice sowie der Infrastruktur und der Unterstützung von älteren Menschen und Menschen mit Behinderungen.

### Landreformen
Was das Thema Landreform anbelangt, so soll kommerzielles Farmland gleichmäßiger verteilt werden, ohne dabei die Produktivität der entsprechenden Ländereien zu gefährden. Man ist sich in der Partei einig, dass das „Willing Buyer, Willing Seller“-Prinzip gescheitert sei. Mit Hilfe von Grundstücksbewertungen und Steuervorschriften möchte man neues, bisher als unproduktiv eingestuftes Land erschließen. Durch die Aufstockung finanzieller Mittel soll darüber hinaus die Landreform vorangetrieben werden. Zudem sollte der Umverteilungsprozess viel mehr durch Weiterbildung und Capacity-Building begleitet werden, um somit eine nachhaltige Landnutzung zu gewährleisten.

## Organisationsstruktur

### Parteiführung
Die Parteiführung setzt sich aus dem Präsidenten, dem Vizepräsidenten, dem Generalsekretär und stellvertretenden Generalsekretär zusammen und wird vom Kongress gewählt. Die Parteiführung kann zudem auf so genannte „National Officers“ zurückgreifen, welche als Sprecher der Partei für bestimmte Sachgebiete fungieren. Seit dem 1. Dezember 2012 ist das Amt des Generalsekretärs eine Vollzeitstelle und darf nicht gleichzeitig mit einem Ministerposten bekleidet werden. Gewählt ist nur, wer 51 Prozent der Stimmen auf sich vereinen kann. Sollte dies Ergebnis kein Kandidat erreicht haben, gehen die beiden besten Kandidaten in die Stichwahl, solange die Geschlechterverteilung von 50:50 dies zulässt.
Wahlen zu den SWAPO-Top-4
Anmerkungen:

- Unterlegene Kandidaten sind in kleiner Schrift dargestellt
- Stimmenzahl bei Wahl ist in Klammern angegeben

| Jahr | Präsident                                                                              | Vizepräsident | Generalsekretär                               | Vizegeneralsekretär                                                                                |
| ---- | -------------------------------------------------------------------------------------- | --- | --------------------------------------------- | -------------------------------------------------------------------------------------------------- |
| 1992 | Sam Nujoma *                                                                           | Hendrik Witbooi | Moses ǁGaroëb                                 | ?                                                                                                  |
| 1997 | Sam Nujoma *                                                                           | Hendrik Witbooi | ?                                             | ?                                                                                                  |
| 2002 | Sam Nujoma *                                                                           | Hendrik Witbooi | Ngarikutuke Tjiriange                         | ?                                                                                                  |
| 2007 | Hifikepunye Pohamba *                                                                  | Hage Geingob | Pendukeni Iivula-Ithana Ngarikutuke Tjiriange | Nangolo Mbumba                                                                                     |
| 2012 | Hifikepunye Pohamba *                                                                  | Hage Geingob (312) Jerry Ekandjo (220) Pendukeni Iivula-Ithana (64)                                                             | Nangolo Mbumba (352) Utoni Nujoma (244)       | Laura McLeod-Katjirua (300) Abraham Iyambo (258)                                                   |
| 2017 | Hage Geingob (574) Jerry Ekandjo (153) Nahas Angula (39)                               | Netumbo Nandi-Ndaitwah (552) Pendukeni Iivula-Ithana (194) Helmut Angula (20)                                                   | Sophia Shaningwa (532) Armas Amikwiyu (243)   | Marco Hausiku (545) Petrina Haingura (118) Martha Namundjebo-Tilahun (102)                         |
| 2022 | Netumbo Nandi-Ndaitwah (seit dem 15. März 2025) bis zum 4. Februar 2024 Hage Geingob * | vakant (seit dem 15. März 2025) Netumbo Nandi-Ndaitwah (421) Saara Kuugongelwa-Amadhila (270) Pohamba Shifeta (91) Frans Kapofi | Sophia Shaningwa (440) Armas Amukwiyu (343)   | Uahekua Herunga (363; 414**) Hamutenya David (92; 168**) Evelyn Nawases-Tayele (326) Lucia Witbooi |

* ohne Gegenkandidat die Wahl gewonnen

** Stichwahl; Nawases-Tayele aufgrund der Geschlechterverteilung ausgeschlossen

### Parteikongress
Höchstes Entscheidungsorgan ist der Parteikongress, welcher alle fünf Jahre zusammentritt. Er setzt sich aus rund 570 Delegierten zusammen. Die einzelnen Mitglieder entstammen den nationalen, regionalen und Distrikt-Ebenen sowie verschiedenen angegliederten Organisationen, wie zum Beispiel der Frauenrat oder die Jugendliga.
Neben dem Zentralkomitee setzt sich der Kongress aus je zehn Delegierten aus den 14 regionalen Exekutivausschüssen und je drei Delegierten pro Parteidistrikt zusammen. Zudem werden 20 Delegierte vom SWAPO Women’s Council sowie je 15 Delegierte durch die SWAPO Youth League, die SWAPO Elders´ Council und den Gewerkschaftsverband National Union of Namibian Workers (NUNW), das einzige affiliierte Mitglied der SWAPO, gestellt. Auch die Former PLAN Combatants Association (FPCA) ist eine assoziierte Vereinigung der SWAPO.

### Zentralkomitee
Das Zentralkomitee (ZK) fungiert als höchstes Organ zwischen den Parteikongressen. Das ZK setzt sich zusammen aus dem Parteipräsidenten, aus den drei weiteren Mitgliedern der Parteiführung (Vizepräsidenten, Generalsekretär, stellvertretenden Generalsekretär), den Sekretären der Jugend-, Frauen- und Ältestenorganisation. Hinzu kommen die 14 Regionalkoordinatoren sowie 57 Mitglieder, welche vom Parteitag gewählt werden. 6 Mitglieder werden durch den Parteipräsidenten ernannt. Jährlich findet mindestens eine Tagung des ZK statt, wobei auf Wunsch des Politbüros auch weitere Tagungen veranlasst werden können.

#### Mitglieder 2018–2022
| Top 4 - Hage Geingob (Präsident) - Netumbo Nandi-Ndaitwah (Vizepräsidentin) - Sophia Shaningwa (Generalsekretärin) - Marco Hausiku (Vizegeneralsekretär) Ständige Mitglieder - Sam Nujoma - Hifikepunye Pohamba - Ben Amathila - Libertina Amathila - Ngarikutuke Tjiriange († 2021) - Kanana Hishoono - Vinia Ndadi Gewählte Sekretäre der drei Flügel - Mukwaita Shanyengana (Ältestenrat) - Eunice Iipinge (Frauenrat) - Ephraim Nekongo (Jugendliga) 14 Regionalkoordinatoren - Hafeni Hatutale - Ottilie Shinduvi - Armas Amukwiyu - Moffat Sileze - Daniel Muhuura - Susan Hikopua - Elizabeth Karigus - Mathew Mumbala - Elliot Mbako - Tuarungua Kavari - Sacky Kayone - Samuel Nelongo - David Hamutenya - Ruth Kaukuata-Mbura | 6 vom Präsidenten ernannte Mitglieder - Calle Schlettwein - Erkki Nghimtina - Penda Ya Ndakolo - Christine ǁHoebesKlicklaut - Jennelly Matundu - Coleen van Wyk Repräsentant der NUNW - Petrus Nevonga 57 ordentliche Mitglieder - Saara Kuugongelwa-Amadhila - John Mutorwa - Lucia Iipumbu - Nangolo Mbumba - Lucia Witbooi - Pohamba Shifeta - Doreen Sioka - Tobie Aupindi - Laura McLeod-Katjirua - Albert Kawana - Hilma Nikanor - Veiko Nekundi - Sirkka Ausiku - Mandela Kapere - Kornelia Shilunga - Leon Jooste - Katrina Hanse-Himarwa - Prof Peter Katjavivi - Laurencia Stephanus - Margaret Mensah-Williams - Peya Mushelenga - Sylvia Makgone | - Tjekero Tweya - Bernadette Maria Jagger - Alpheus ǃNaruseb - Paula Kooper - Loide Kasingo - Royal ǀUiǀoǀoo - Maria Elago - Utoni Nujoma - Ida Hoffman - Bonifatius Wakudumo - Fennie Nanyeni - Festus Ueitele - Verna Sinimbo - Usko Nghaamwa - Ester Kavela - Modestus Amutse - Anna Shiweda - Erginus Endjala - Dorothy Kabula - Asser Kapere - Nono Katjingisiua - Clemens Kashuupulwa - Eveline Nawases-Taeyele - Erastus Uutoni - Theresia Basson - Uahekua Herunga - Loise Garoses - Elia Kaiyamo - Mary Masule - Charles Namoloh - Helaria Mukapuli - Tommy Nambahu - Lempy Lucas |

#### Mitglieder 2022–2027
Stand: 28. Oktober 2024
| - Netumbo Nandi-Ndaitwah - Sophia Shaningwa - Uahekua Herunga - Lucia Witbooi - Iipumbu Shiimi - Loide Kasingo - John Mutorwa - Lucia Iipumbu - Charles Mubita - Sirkka Ausiku - Frans Kapofi - Bernadette Jagger - Veikko Nekundi - Tuulikki Abraham - Nangolo Mbumba - Christine Haindaka - Alpheus ǃNaruseb - Hilma Nicanor - Willem Amutenya - Saara Kuugongelwa-Amadhila - Bonifatius Wakudumo - Ester Kavela - Pohamba Shifeta - Petrina Haingura - Neville Andre - Verna Sinimbo - Modestus Amutse - Maria Elago - Royal ǀUiǀoǀoo - Anna Nghipondoka - Tobie Aupindi - Paula Kooper - Edward Wambo - Loise Garosas | - Peya Mushelenga - Eveline Nawases-Taeyele - Austin Samupwa - Kornelia Shilunga - Festus Ueitele - Naemi Amuthenu - John Likando - Hilma lita - Usko Nghaamwa - Jenelly Matundu - Tjekero Tweya - Gaudentia Krohne - Sebastian Karupu - Fennie Nanyeni - Tommy Nambahu - Pendukeni Iivula-Ithana - John Elago - Katrina Liswani - Elia Kaiyamo - Silvia Makgone - Utoni Nujoma - Nono Katjingisiua - Salomon April - Easter Mokaxwa - Steve Ovambo - Laura McLeod-Katjrua - Samuel Mbambo - Martha Namundjebo-Tilahun - Hofni Iipinge - Katrina Hanse-Himarwa - Erastus Uutoni - Coleen van Wyk - Obed Kandjoze | - Sirkka Kapanga - Paulus Kapia - Emma Kantema-Gaomas - Marius Sheya - Lempy Lucas - Erginus Endjala - Laurencia Stephanus - Martin Shalli - Marlyn Mbakera - Sisa Namandje - Sharonice Busch - James Uerikua - Ephraim Nekongo - Fransina Kahungu - Muwaita Shanyengana - Phillemon Josua - Ottilie Shinduvi - Armas Amukwiyu - Moffat Sileze - Daniel Muhuura - Immanuel Namaseb - Joplin Gontes - Mathew Mumbala - Elliot Mbako - Julius Kaujova - Sackey Kayone - Werner Iita - David Hamutenya - Ruth Kaukuata-Mbura - Petrus Nevonga - Loide Shaanika - Bamba Nghipandua - Taimi Ileka |

### Politbüro
Das Politbüro übernimmt gemäß den Statuten der SWAPO die Aufgabe als Lenkungsausschuss des Zentralkomitees und setzt sich aus 21 Mitgliedern zusammen. Dem Politbüro obliegt die Umsetzung aller Entscheidungen, Resolutionen und Direktiven des Parteikongresses und des ZK. Die Mitglieder des Politbüros setzen sich aus der Parteiführung sowie 17 weiteren Mitgliedern zusammen, welche aus dem ZK gewählt werden. Das Politbüro tagt turnusgemäß alle vier Wochen.

#### Mitglieder 2018–2022
| - Hage Geingob - Netumbo Nandi-Ndaitwah - Sophia Shaningwa - Marco Hausiku - Saara Kuugongelwa-Amadhila - Nangolo Mbumba - Laura McLeod-Katjirua - Albert Kawana - Doreen Sioka - John Mutorwa - Katrina Hanse-Himarwa - Pohamba Shifeta | - Margaret Mensah-Williams - Peter Katjavivi - Hilma Nicanor - Alpheus ǃNaruseb - Lucia Iipumbu - Calle Schlettwein - Sirkka Ausiku - Tobie Aupindi - Lucia Witbooi - Utoni Nujoma - Kornelia Shilunga |

#### Mitglieder 2022–2027
Stand: 28. Oktober 2024
| - Netumbo Nandi-Ndaitwah - Sophia Shaningwa - Uahekua Herunga - Lucia Witbooi - Frans Kapofi - Sirkka Ausiku - Charles Mubita - Lucia Iipumbu - Iipumbu Shiimi - Bernadette Jagger | - Modestus Amutse - Laura McLeod-Katjirua - Veikko Nekundi - Kornelia Shilunga - Royal ǀUiǀoǀoo - Saara Kuugongelwa-Amadhila - Edward Wambo - Verna Sinimbo - Elia Kaiyamo - Hilma Nicanor | - Hofni Iipinge - Paula Kooper - Erastus Uutoni - Anna Nghipondoka - Alpheus ǃNaruseb - Maria Elago - Steve Ovambo - Katrina Hanse-Himarwa - Sisa Namandje |

### Vertikaler Parteiaufbau
Vertikal gliedert sich die SWAPO von unten nach oben in Sections, Branches, Districts, Regions sowie die nationale Ebene.

## Wählerschaft
Das Wahlverhalten in Namibia ist stark durch ethnische Loyalität geprägt. Seit der Unabhängigkeit kann die SWAPO nahezu uneingeschränkt auf die Unterstützung durch die größte Bevölkerungsgruppe der Ovambo im nördlichen Namibia setzen. Diese stellen etwa die Hälfte der Bevölkerung Namibias, wodurch die SWAPO zumeist die Mehrheit der Stimmen auf sich vereinen kann.

## Präsidentschaftskandidat
Grundsätzlich ist der SWAPO-Vorsitzende immer der Präsidentschaftskandidat der Partei. Einem Partei-Gesetz nach folgt diesem, sofern er nicht als Präsidentschaftskandidat antreten kann oder will, das jeweils ranghöchste SWAPO-Mitglied nach. Für die Präsidentschaftswahlen 2014 ergab sich daraus, dass Hage Geingob der Präsidentschaftskandidat war – der erste Kandidat, der nicht den Ovambo angehört. Er gewann auch die Wahl 2019. Bei der Wahl 2024 tritt Parteivizepräsidentin Netumbo Nandi-Ndaitwah als erste weibliche Kandidatin der SWAPO an.

## Wahlergebnisse

### Parlament
| Parlamentswahl | Stimmenanteile | Sitze |
| -------------- | -------------- | ----- |
| 2024           | 53,38 % ▼      | 51/96 |
| 2019           | 65,45 % ▼      | 63/96 |
| 2014           | 80,01 % ▲      | 77/96 |
| 2009           | 74,29 % ▼      | 54/72 |
| 2004           | 76,10 % ▼      | 55/72 |
| 1999           | 76,30 % ▲      | 55/72 |
| 1994           | 72,70 % ▲      | 53/72 |
| 1989           | 57,30 %        | 41/72 |

### Präsident
| Präsidentschaftswahl | Kandidat               | Stimmen | Stimmenanteil |
| -------------------- | ---------------------- | ------- | ------------- |
| 2024                 | Netumbo Nandi-Ndaitwah | 368.560 | 57,31 %       |
| 2019                 | Hage Geingob           | 464.703 | 56,3 %        |
| 2014                 | Hage Geingob           | 772.528 | 86,73 %       |
| 2009                 | Hifikepunye Pohamba    | 611.241 | 75,25 %       |
| 2004                 | Hifikepunye Pohamba    | 625.605 | 76,44 %       |
| 1999                 | Sam Nujoma             | 414.096 | 76,82 %       |
| 1994                 | Sam Nujoma             | 370.452 | 76,34 %       |

### Regionen
| Regionalwahl | Sitze   | Regionen |
| ------------ | ------- | -------- |
| 2020         | 88/121  | 9.5/14   |
| 2015         | 112/121 | 14/14    |
| 2010         | 98/107  | 12/13    |
| 2004         | 96/107  | 12/13    |
| 1998         | 82/102  |          |
| 1992         | 71/95   |          |

### Kommunen
| Kommunalwahl | Sitze   |
| ------------ | ------- |
| 2020         | 163/345 |
| 2015         | 279/374 |
| 2010         | 226/330 |
| 2004         | 169/288 |
| 1998         | 185/322 |
| 1992         | 194/338 |